# Корольов Станіслав Альбертович
Станіслав Альбертович Корольов (13 листопада 1989 , Авдіївка ) — український музикант та мультиінструменталіст. Став відомим завдяки виступу на проєкті «Голос країни» та подальшій участі у дуеті Yuko. 2021 року почав сольну творчість, випустивши альбом «О х».

## Біографія
Змалку мав інтерес до музики.
У грудні 2000 року у віці 11 років пошкодив око внаслідок вибуху петарди в пластиковій ручці у руці. Уламок ручки пошкодив сітківку ока, дві операції в Донецькому інституті травматології та ортопедії та чотири в Одеській офтальмологічній клініці не врятували око, його замінили на протез.
2001—2005 — навчався в музичній школі за класом «гітара», закінчив екстерном, 2005—2009 — навчався за спеціальністю «піаніно», закінчив екстерном.
2006—2011 — навчався на факультеті інформаційних технологій і автоматики в Донецькому національному технічному унівеситеті.

## Творчість
2006 — приєднався як гітарист та бек-вокаліст до першого гурту, авдіївської групи «Казус Белі» (Казусъ Белли).

### Widiwava (2010—2016)
2010 — заснував акустичний гурт ТНЕ?БРА, який перетворився на інді-колектив Widiwava, де Стас писав пісні, грав на гітарі й був фронтменом. Гурт виконував пісні англійською, російською та українською. В 2011 році Widiwava випустила промо-EP «Widwiava Beta», а в 2013 — EP «How I Learned To Stop Worrying And Love 5/4» та альбом «Null» (2013), з яким гурт вирушив в тур Україною та Росією. Видання Muzmapa характеризує стиль гурту як суміш «попу, інді, арту та експериментального року».
2014 року учасники гурту переїхали до Харкова, далі до Києва, згодом гурт розпався, Стас переїхав жити до Москви з дівчиною. 2016 року Стас випустив максі-сингл «Мы. Космонавты» та трек «Без Шансов» і закрив проєкт, сконцентрувавшись на гурті Yuko, що був заснований після спільного виступу з Юлею Юріною на Голосі країни.

### Голос країни
2015 року Стас пройшов прослуховування в шостому сезоні Голосу України, тоді ж повернувся жити до Києва.
2016 року на Голосі країни за допомогою лупера, драм-машини, синтезатора та гітари виконав пісню Reckoner гурту Radiohead. Стаса взяв до команди Іван Дорн.

### YUKO (2016—2020)
Гурт YUKO став резидентом новоствореного Дорном лейблу Masterskaya. В гурті Стас грав на синтезаторах і драм-машинах. Дебютний сингл гурту помітив Євген Гордєєв і зробив на нього ремікс, що вийшов на альбомі реміксів Re: Ditch. Гурт став відносно відомим з піснею «Masha», випущеною в лютому 2017 року. У червні виступ на фестивалі «Дикая мята» в Росії. Влітку вийшов перший кліп на пісню Zayenka з EP «Shchebetukha». В лютому 2018 року YUKO на першому сольному концерті в Atlas зібрали солдаут. Влітку 2018 випустили спільний трек з Diplo і MØ під назвою «Stay Open». З 2018 року гурт відмовився від виступів у Росії.
2019 року гурт взяв участь у нацвідборі до Євробачення з піснею «Galyna Guliala», де посів 4 місце. Протягом року гурт випустив кілька кліпів, цей кліп з'явився в етері Телебачення Торонто. Після того, як 2020 року гурт закінчив існування, співпраця Корольова з Дорном закінчилася.

### Сольний проєкт
У травні 2021 року Стас анонсує свій дебютний альбом «О х».
2021 року Корольов виступив на ГогольFestі у Маріуполі та в Костянтинівці на The Most Fest.